# Spotless (série télévisée)
 (mai 2015).
Si vous disposez d'ouvrages ou d'articles de référence ou si vous connaissez des sites web de qualité traitant du thème abordé ici, merci de compléter l'article en donnant les références utiles à sa vérifiabilité et en les liant à la section « Notes et références ».
Spotless (ou Profession : Nettoyeur au Québec) est une série télévisée franco-britannique co-créé par Ed McCardie et Corinne Marrinan pour Création originale Canal+, produite par Tandem Communications (société de Studio Canal) en association avec Rosetta Media. Elle est diffusée en France depuis le 16 mars 2015 sur Canal+.
Cette série qualifiée de comédie noire réunit Marc-André Grondin (C.R.A.Z.Y.), Denis Ménochet (Inglourious Basterds), Miranda Raison (24: Live Another Day), Brendan Coyle (Downton Abbey) et Tanya Fear (Kick-Ass 2).
Au Québec, elle est diffusée depuis le 2 mai 2016 sur AddikTV.

## Synopsis
Installé à Londres depuis quinze ans, Jean Bastières mène une vie de famille paisible avec sa femme et ses deux enfants. Parfaitement intégré, il gère une entreprise de nettoyage de scène de crime.
L'équilibre de cette harmonieuse existence est pourtant perturbé lorsque son frère, Martin, qu'il n'a pas vu depuis des années, réapparaît.
Avec ce frère encombrant resurgissent les secrets et blessures du passé de Jean. Devant faire face à de vieux démons qu'il avait choisi d'enterrer, Jean devra également affronter d'autres problèmes. Car lorsque Martin débarque avec le cadavre d'une femme cachée dans sa fourgonnette, ni l'un ni l'autre ne se doute qu'un engrenage aux lourdes conséquences vient de se mettre en marche.

## Distribution
- Marc-André Grondin : Jean Bastière
- Denis Ménochet : Martin Bastière
- Miranda Raison (VF : Julie Dumas) : Julie Greer-Bastière
- Doug Allen (en) (VF : Jean-Pierre Michaël) : Joey Samson
- Liam Garrigan : Victor Clay
- Ciarán Owens (VF : Fabrice Fara) : Frank McElroy
- Kate Magowan (VF : Céline Ronté) : Sonny Clay
- Tanya Fear (en) (VF : Juliette Poissonnier) : Claire
- Naomi Radcliffe (en) (VF : Blanche Ravalec) : Maureen Devine
- James Clack : Martin Bastière enfant
- Francis Renaud : Capoue
- Alexandre Delamadeleine : Le père de Martin et Jean
- Héléna Soubeyrand : mère de Martin et Jean
- Lucy Akhurst (en) : Nina Johnson
- Jemma Donovan (VF : Lou Lévy) : Maddy Bastière
- Niall Hayes : Olivier Bastière
- Brendan Coyle : Nelson Clay
- Nathaniel Spender :  ( VF lui-même) Young jean

source VF

## Épisodes

### Première saison (2015)
Les épisodes, sans titres, sont numérotés de 1 à 10.

### Deuxième saison
Une deuxième saison potentiellement en chantier n'a jamais été confirmée.